# دوغلاس روس (سياسي كندي)
دوغلاس روس هو سياسي كندي، ولد في 15 ديسمبر 1883 في تورونتو في كندا، وتوفي في 24 أغسطس 1961. حزبياً، نشط في حزب كندا المحافظ والحزب الكندي التقدمي المحافظ. وقد انتخب عضو مجلس العموم الكندي.